# Ilmmünster
Ilmmünster är en kommun och ort i Landkreis Pfaffenhofen an der Ilm i Regierungsbezirk Oberbayern i förbundslandet Bayern i Tyskland.
Kommunen ingår i kommunalförbundet Ilmmünster tillsammans med kommunen Hettenshausen.